# Engey (ö i Island, Västfjordarna)
Engey är en ö i republiken Island.   Den ligger i regionen Västfjordarna, i den västra delen av landet, 160 km norr om huvudstaden Reykjavík. Arean är 0,20 kvadratkilometer.
Terrängen på Engey är platt. Öns högsta punkt är 24 meter över havet. Den sträcker sig 0,5 kilometer i nord-sydlig riktning, och 0,6 kilometer i öst-västlig riktning.